# Nikola I., papa
Nikola I., papa od 24. travnja 858. do 13. studenog 867. godine.

## Životopis
Rođen je u plemićkoj obitelji u Rimu. U vrijeme njegovog dolaska na vlast je kršćanstvo bilo u ozbiljnoj krizi. Bizant je bio ozbiljno uzdrman i teritorijalno vrlo okrnjen muslimanskim osvajanjima koja su mu oduzela čitav Bliski istok,  Sjevernu Afriku, posjede na Kavkazu i Siciliju. U Bizantu je zavladao mladi car Mihajlo III. Pijanica, koji je bio blizak ikonoklastičkoj stranci, od čije su se opresije dugačke preko sto godina Crkva počela oporavljati za vladavine njegove majke sv. Teodore carice (koja je od 842. do 855. upravljala Bizantom kao regentica svojeg maloljetnog sina). Na Zapadu je carstvo Karla Velikog bilo podijeljeno na više dijelova, koji nisu imali odlučnosti, te moralne, kulturne i gospodarske snage da potisnu Arape koji su već dugo vladali pretežnim dijelom Pirinejskog poluotoka.
Njegov pontifikat je bio označen ambicioznim zalaganjem za kršćansku moralnost, discipliniranjem samovoljnih biskupa i zalaganjem za slobodu Crkve u odnosima prema svjetovnim kršćanskim vladarima. Osobito je zapažen kao zaštitnik crkvenog braka. Odmah na početku pontifikata, uzeo je u zaštitu svrgnutog carigradskog patrijarha sv. Ignacija, kojega su Mihajlo III. Pijanica i njegov cezar Barda bili protjerali, instaliravši istodobno za novog patrijarha dvorskog činovnika i diplomatu Focija I., koji do tada čak nije bio ni svećenik. Patrijarh sv. Ignacije (kao sveca ga štuju i katolici i pravoslavni) se bio usprotivio javnom preljubu mladog cara Mihajla III. s Evdokijom Ingerinom, kasnijom majkom nekoliko djece Mihajla III., među kojima i budućeg cara Leona VI. Papa je zbog nezakonitog postupanja prema patrijarhu sv. Ignaciju i javnih grijeha protiv sakramenta braka ekskomunicirao i cara Mihajla III. i novog patrijarha Focija.
Focije I. je uzvratio ekskomuniciravši sv. Nikolu I., te nastaje u odnosima kršćanskog Istoka i Zapada tzv. "Prvi Focijev Raskol" (858. – 867. god.). Nakon što su francuski biskupi ekskomunicirali Juditu I. Flandrijsku jer se udala za grofa Baldwina Flandrijskog 862. bez suglasnosti svojega oca kralja Karla II., poništio je sv. Nikola I. takvu odluku - jer se kršćane ne smije ekskomunicirati iz Crkve ako su valjani crkveni brak sklopili makar i uz kršenje državnih zakona (koji su u Francuskoj onoga vremena doista bili tražili suglasnost oca): za sklapanje crkvenog braka suglasnost roditelja nije nužna, dapače roditelji ne smiju braniti svojoj punoljetnoj djeci da sklope brak prema svojem izboru. 
Ustrajući do krajnjih konzekvenci na vlasti Crkve u pitanjima braka i na nerazrješivosti crkvenog braka, godine 865. je proglasio nevaljanom također i odluku sinode francuskih biskupa iz 862. godine kojom je bio poništen brak kralja Lotara II. Lotarinškog s kraljicom Teutbergom, nakon čega je kralj morao odustati od braka sa svojom ljubavnicom i u javnoj ceremoniji ponovno priznati zakonitu suprugu Teutbergu za kraljicu.